# Base aérienne de Kleine-Brogel
La base aérienne de Kleine-Brogel (souvent surnommé « KB ») est une base de la Force aérienne belge.
Elle est située près du quartier de Kleine-Brogel de la ville belge de Peer située en Région flamande dans la Province de Limbourg.
Elle abrite le 10e Wing composé de trois escadrilles qui volent sur General Dynamics F-16 Falcon :
- 31e escadrille  sur F-16AM
- 349e escadrille  sur F-16AM
- Operational Conversion Unit (OCU) de conversion opérationnelle sur F-16BM

La base abrite également le 701st Munitions Support Squadron de l'United States Air Force qui est rattaché au 52nd Munitions Maintenance Group du 52nd Fighter Wing de Spangdahlem Air Base.
Selon Bernard Adam, directeur du GRIP, il resterait en 2010 de dix à vingt bombes nucléaires tactiques (de type B-61), arrivées à Keine-Brogel dans les années 1960. La présence de ces armes nucléaires américaines, confirmée par WikiLeaks, n'a jamais été admise officiellement par un gouvernement belge. En 2019 on apprend qu'elles doivent être remplacées dans la décennie par les B61-12 qui seront guidées et non juste larguées sur la cible.